# Erich Wasa Rodig
Erich Wasa Rodig (* 23. August 1869 in Horka/Oberlausitz; † 26. Oktober 1940 in Hamburg) war Oberbürgermeister der preußischen Stadt Wandsbek.

## Leben
Rodig war zunächst als Jurist tätig. Später wurde er Zweiter Bürgermeister in Forst in der Lausitz und anschließend in der Residenzstadt Potsdam. 1913 wurde er Oberbürgermeister der Stadt Wandsbek, die seinerzeit zu Preußen gehörte. Aufgrund der Kriegsumstände des Ersten Weltkriegs schlug er – gemeinsam mit dem Oberbürgermeister der ebenfalls preußischen Stadt Altona Bernhard Schnackenburg – dem Kieler Regierungspräsidenten 1916 vergeblich die Eingemeindung der Städte Wandsbek und Altona nach Hamburg vor. Rodig sah Wandsbek als Vorort Hamburgs: allmählich abfallende Bebauung, umfangreiche Grünanlagen, an Hamburg anschließende Ausfall- und Durchgangsstraßen. Dieses Grundmuster entsprach dem 1921 von Fritz Schumacher publizierten Schema der natürlichen Entwicklung des Organismus Hamburg. Rodig betrieb eine maßvolle Industrieansiedlungs- und Eingemeindungspolitik. 1926 siedelte die Zigarettenfabrik Haus Neuerburg in ein von Fritz Höger entworfenes Gebäude in Wandsbek. Ein Jahr später erfolgte die Eingemeindung des westlichen Teils von Tonndorf-Lohe und Jenfeld nach Wandsbek. Vorschläge zur interkommunalen Zusammenarbeit legte er 1929 vor. Rodig schied 1931 aus dem Amt des Oberbürgermeisters aus. Er war zeit seines Lebens parteilos.
Der Grabstein wurde im Jahr 1990 von Blankenese auf den Historischen Friedhof Wandsbek verbracht.

## Ehrungen
- 1931 wurde Rodig wegen seiner Verdienste um die Stadt Wandsbek mit dem Ehrenbürgerrecht der Stadt Wandsbek gewürdigt.
- Die Rodigallee in Marienthal und Jenfeld trägt ihm zu Ehren seit 1947 seinen Namen.